# ناو کلاس چیکوما
کروزر کلاس چیکوما (به انگلیسی: Chikuma-class cruiser) یک کلاس از کشتی است که طول آن ۱۳۴٫۱ متر (۴۴۰ فوت ۰ اینچ) می‌باشد.